# اندیس رباعی
رباعی یک اندیس فلزی است که در حوالی شهر کلاته استان سمنان قرار دارد و مادهٔ معدنی موجود در آن، سرب است.سنگ میزبان این اندیس توده های ولکانیکی آندزیتی داسیتی است و دیرینگی آن به دوران ترشیاری می‌رسد. 